# نیکولای ورونوف
نیکولای نیکوویویچ ورونوف (انگلیسی: Nikolay Voronov; ۵ مهٔ ۱۸۹۹ – ۲۸ فوریهٔ ۱۹۶۸) فرد نظامی اهل امپراتوری روسیه بود.
وی همچنین برندهٔ جوایزی همچون نشان لنین، نشان پرچم سرخ، نشان انقلاب اکتبر، مدال دفاع از لنینگراد، قهرمان اتحاد شوروی، مدال دفاع از مسکو، و مدال دفاع از استالینگراد شده‌است.